# Aleksandr Wojejkow
Aleksandr I. Wojejkow (ros. Александр Иванович Воейков; ur. 1842, zm. 1916) – rosyjski klimatolog i geograf.
Od 1885 profesor uniwersytetu w Petersburgu, od 1910 członek Petersburskiej Akademii Nauk. 
Autor klasyfikacji klimatów kuli ziemskiej Klimaty ziemnogo szara, w osobiennosti Rossii (1884). Łącznie ogłosił około 1500 prac z klimatologii, paleoklimatologii, meteorologii, fenologii i hydrologii.
Na jego cześć nazwano lodowiec.